# Skonto FC
FC Skonto Riga was een Letse voetbalclub uit de hoofdstad Riga. De club werd in 1991 opgericht en werd de eerste dertien seizoenen van de opnieuw opgerichte Virslīga landskampioen. Een jaar voor de oprichting van de Letse competitie werd de club ook kampioen in de Letse divisie in de Sovjet-Unie. De club was de hofleverancier van het Lets voetbalelftal. In 2005 werd de club voor de eerste maal geen kampioen maar eindigde tweede, na FHK Liepājas Metalurgs. Voor het seizoen 2016 kreeg de club vanwege financiële problemen geen licentie op het hoogste niveau en ging in de 1. līga spelen. In december 2016 werd de club failliet verklaard.

## Erelijst
- Kampioen SSR Letland

1991
- Landskampioen (14x)

1992, 1993, 1994, 1995, 1996, 1997, 1998, 1999, 2000, 2001, 2002, 2003, 2004, 2010
- Beker van Letland

Winnaar: 1992, 1995,1997, 1998, 2000, 2001, 2002, 2012
Finalist: 1991, 1996, 1999, 2003, 2004
- GOS beker

Finalist: 2001, 2003, 2004

## In Europa
Skonto FC speelt sinds 1992 in diverse Europese competities. Hieronder staan de competities en in welke seizoenen de club deelnam:
- Champions League (12x)

1992/93, 1993/94, 1997/98, 1998/99, 1999/00, 2000/01, 2001/02, 2002/03, 2003/04, 2004/05, 2005/06, 2011/12
- Europa League (5x)

2009/10, 2010/11, 2012/13, 2013/14, 2015/16
- UEFA Cup (8x)

1994/95, 1995/96, 1996/97, 1997/98, 1998/99, 1999/00, 2006/07, 2007/08

## Bekende spelers
- Aleksandrs Cauņa
- Vladimir Dvalisjvili
- Kaspars Dubra
- Jānis Grīnbergs
- Edgaras Jankauskas
- Aleksandrs Koļinko
- Vitālijs Maksimenko
- Zoerab Mentesjasjvili
- Marian Pahars
- Renārs Rode
- Valērijs Šabala
- Levan Silagadze
- Igors Stepanovs
- Māris Verpakovskis